# Las Pedroñeras
Las Pedroñeras é um município da Espanha na província de Cuenca, comunidade autónoma de Castilla-La Mancha, de área 221,6 km² com população de 7050 habitantes (2007) e densidade populacional de 30,91 hab/km².
É um município conhecido mundialmente como a Capital do Alho.

## Demografia
| Variação demográfica do município entre 1991 e 2004 | Variação demográfica do município entre 1991 e 2004 | Variação demográfica do município entre 1991 e 2004 | Variação demográfica do município entre 1991 e 2004 |
| --------------------------------------------------- | --------------------------------------------------- | --------------------------------------------------- | --------------------------------------------------- |
| 1991                                                | 1996                                                | 2001                                                | 2004                                                |
| 6545                                                | 6448                                                | 6739                                                | 6951                                                |